# Blake Harrison
Blake Harrison Keenan (Peckham (Londen), 22 juli 1985) is een Engelse acteur. Hij is bekend door zijn rol als Neil Sutherland in de komedieserie The Inbetweeners en de vervolgfilms The Inbetweeners Movie en The Inbetweeners 2.

## Biografie
Harrison groeide op in Peckham en vond acteren op de basisschool al leuk. Op tienjarige leeftijd speelde hij een kleine rol in de musical Oliver! die speelde in het London Palladium. Op zijn veertiende ging hij naar de Brit School in Croydon, zijn klasgenoten waren Leona Lewis en Katie Melua. Hij studeerde daar dans en drama. Daarna studeerde hij drie jaar op de E15 Acting School.
Nadat hij van school kwam deed auditie voor The Inbetweeners en kreeg de rol van Neil Sutherland. Deze rol zou hij drie seizoenen vertolken en in de twee vervolgfilms. Na The Inbetweeners volgde er gastrollen in series als Him & Her, White Van Man en Bleak Old Shop of Stuff.
In 2010 kreeg hij een rol in de Amerikaans-Britse komedieserie The Increasingly Poor Decisions of Todd Margaret. In datzelfde jaar maakte hij ook zijn filmdebuut met Reuniting the Rubins. Hij maakte in 2012 zijn debuut op West End in het toneelstuk Step 9 (of 12) waar hij een alcoholist speelt. In 2013 volgde twee hoofdrollen in komedieseries, Scott in Way to Go en Ben Turnbull in Big Bad World.
In 2014 speelde hij in de serie Edge of Heaven en in de film Keeping Rosy. Ook werd bekend dat hij de rol van soldaat Pike zal spelen in Dad's Army, een film gebaseerd op de gelijknamige komedieserie Dad's Army.

## Filmografie

### Films
- Reuniting the Rubins (2010) – Nick
- Mancrush (2011, korte film) – Will
- The Inbetweeners Movie (2011) – Neil Sutherland
- Keeping Rosy (2014) – Roger
- Queen of Diamonds (2014, korte film) – Bench Guy
- The Inbetweeners 2 (2014) – Neil Sutherland
- Dad's Army (2016) – Private Frank Pike

### Televisie
*Exclusief eenmalige gastrollen
- The Bill – Pete Monks (2008, 2 afleveringen)
- The Inbetweeners – Neil Sutherland (2008–2010)
- Him & Her – Barney (2010–2010, 2 afleveringen)
- The Increasingly Poor Decisions of Todd Margaret – Dave (2010–2012)
- White Van Man – Ricky (2011–2012, 3 afleveringen)
- Bleak Old Shop of Stuff – Smalcolm (2012, 3 afleveringen)
- Way to Go – Scott (2013)
- Big Bad World – Ben Turnbull (2013)
- Edge of Heaven – Alfie (2014)
- A Very English Scandal – Andrew Newton (2018)

- Library of Congress Control Number: no2012022075
- Virtual International Authority File: 231789881
- WorldCat: E39PBJj8MMYKpG8pcpJpBvcdcP